# دريفينكويرز أوفيريجز 2015
دريفينكويرز أوفيريجز 2015 (بالهولندية: Druivenkoers Overijse 2015 )‏ هو سباق دراجات هوائية، وهو الموسم رقم 55 من نفس السباق، وأقيم في 26 أغسطس 2015، وهو أحد سباقات طواف أوروبا للدراجات 2015، وهو من نوع سباق يوم واحد، وقد شارك في السباق 187 متسابقاً، ووصل إلى نهايته 61 متسابقاً.
فاز فيه بالمركز الأول جيروم بوغنيز، وبالمركز الثاني ماركو ماركاتو، وبالمركز الثالث شون دي بي.

## الفرق
| فريق عالمي- Lotto-Soudal فرق قارية محترفة (4)- Bora-Argon 18 - رومبوت تشارلز ‏ - سبورت فلاندرين بالويس 2015 ‏ - Wanty-Groupe Gobert فرق قارية (20)- Team3M ‏ - An Post–Chain Reaction ‏ - BKCP-Powerplus - CCT p/b Champion System ‏ - Team Metalced ‏ - سوبرانو هام ايزوريكس ‏ - كولوكويك 2015 ‏ - Bingoal WB Devo Team ‏ - تيم كووب ‏ - Team Differdange–Geba ‏ - Joker Fuel of Norway ‏ - Destil–Parkhotel Valkenburg ‏ - ميتك-تي كي إتش مانتيل 2015 ‏ - Rabobank Development Team ‏ - Stölting Service Group (cycling team) ‏ - بوديسول يوروميليونز بول كونتيننتال والون 2015 ‏ - Pauwels Sauzen–Vastgoedservice ‏ - Veranclassic–Ago ‏ - فيرانداس ويلمز 2015 ‏ - بنجوال باوليز ساوكس دبليو بي ‏ |  |
| |  |

## وصلات خارجية
- الموقع الرسمي
- دريفينكويرز أوفيريجز 2015 على موقع إحصائيات الدراجات الإحترافية (الإنجليزية)